# Говерла (баскетбольний клуб)
«Говерла» — український баскетбольний клуб з Івано-Франківська, заснований у серпні 2002 року на базі команд «Динамо» обласної міліції та «Калуш-Вінісін».

## Історія
Баскетбольний клуб «Говерла» з Івано-Франківська заснований у серпні 2002 року на базі команд «Динамо» обласної міліції та «Калуш-Вінісін». Перед командою одразу було поставлено завдання — попадання у Вищу лігу, яке й було успішно виконано: сезон 2002—2003 рр. клуб провів з великим ентузіазмом і з 23 команд першої ліги зайняв 4 місце, виборовши таким чином путівки до другого за значимістю українського дивізіону.
Склад команди сезону 2002—2003:
Захисники: Зеновій ЗЕЛІНСЬКЙ (164 см, 1982 р.н.), Сергій КОСТЮК (180, 1967), Максим ІВАНОВ (190, 1985), Олександр ШОСТУХА (190 1984), Денис СПИРИДОНОВ (190, 1982).
Форварди: Сергій ДАДИКІН (200, 183), Валерій САЖИЄНКО (193, 1977), Олег ФІЛЕВИЧ (190, 1983), Олександр БУЛАХ (202, 1982), Олег ПЕЛЕХ (197, 1966).
Центрові: Володимир МАРКОВЕЦЬКИЙ (207, 1974), Олег СТЕПОВИЙ (210, 1982).
Головний тренер: Олег Пелех.
СЕЗОН 2003—2004:
Сезон 2003—2004 рр. у вищій лізі, поділеній за територіальним принципом на дві зони (по 10 команд у кожній), був справжнім випробуванням для молодого колективу. У своїй зоні іванофранківці посіли шосте місце, тож на заключному етапі змагань боролися в другій десятці і опинилися на 12-й сходинці турнірної таблиці.
Склад команди сезону 2003—2004:

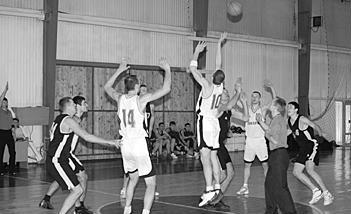
Перший матч в історії клубу. Жовтень 2002 року.

Захисники: Зіновій ЗЕЛІНСЬКЙ (164, 1982), Олександр ШОСТУХА (190 1984), Денис СПИРИДОНОВ (190, 1982), Дмитро ШИМАНСЬКИЙ (183, 1982).
Форварди: Сергій ДАДИКІН (200, 183), Валерій САЖИЄНКОВ (193, 1977), Олександр БУЛАХ (202, 1982), Владислав ЛИСИШИН (190, 1986), Віталій САВЧЕНКО.
Центрові: Володимир МАРКОВЕЦЬКИЙ (207, 1974), Олег СТЕПОВИЙ (210, 1982).
Головний тренер: Олег Пелех
СЕЗОН 2004—2005
Сезон 2004-05 рр. видався для «Говерли» важким у фінансовому плані, але з 21 команд-учасниць змогла завершити сезон на 13-му місці.
Склад команди сезону 2004—2005:
Захисники: Зіновій ЗЕЛІНСЬКЙ (164, 1982), Олександр ШОСТУХА (190 1984), Денис СПИРИДОНОВ (190, 1982), Дмитро ШИМАНСЬКИЙ (183, 1982), Андрій БУГАЄВСЬКИЙ (190, 1977), Олег КУРЛІКОВ.
Форварди: Сергій ДАДИКІН (200, 183), Юрій ШТЕРЕБ (190, 1979), Олександр Булах (202, 1982), Владислав ЛИСИШИН (190, 1986), Андрій ТХІР.
Центрові: Володимир МАРКОВЕЦЬКИЙ (207, 1974), Олег СТЕПОВИЙ (210, 1982).
Головний тренер: Олег Пелех.
СЕЗОН 2005—2006
Перед початком чемпіонату 2005—2006 рр. команду взяв під свою опіку Прикарпатський національний університет імені Василя Стефаника, у цей же час було створено Обласну федерацію баскетболу. Впевнено відігравши на першому етапі чемпіонату, «Говерла» посіла четверте місце у своїй підгрупі «А» і вперше у своїй історії пробилася до фінальної частини вищолігової першості. За підсумками сезону іванофранківці фінішували на 9-му місці.
Склад команди сезону 2005—2006:
Захисники: Юрій МАКАРОВ (175, 1988), Олександр ШОСТУХА (190 1984), Денис СПИРИДОНОВ (190, 1982), Дмитро ШИМАНСЬКИЙ (183, 1982), Олег КОГУТ (185, 1984), Сергій КРАВЕЦЬ (195, 1988).
Форварди: Сергій ДАДИКІН (200, 183), Олександр БУЛАХ (202, 1982), Кирил АВДЄЄВ (197, 1983), Євген ФЕДОРЧУК (200, 1988), Юрій РОМАНКІВ (195, 1989).
Центрові: Володимир МАРКОВЕЦЬКИЙ (207, 1974), Олег СТЕПОВИЙ (210, 1982).
Головний тренер: Олег Пелех
СЕЗОН 2006—2007
Сезон 2006—2007 рр. став одним з найуспішніших в історії «Говерли». Команда дуже впевнено провела перший етап, постійно знаходячись серед лідерів своєї підгрупи «А», тож без проблем вийшли до фінальної частини чемпіонату. і досить неочікувано, перевиконавши турнірні завдання, фінішувала на третьому підсумковому місці. Тож вперше в історії Прикарпатського баскетболу місцева команда виборола почесні «бронзові» нагороди.
Склад команди сезону 2006—2007:
Захисники: Юрій МАКАРОВ (175, 1988), Олександр ЧЕРЕДНІЧЕНКО (190, 1985), Олександр ШОСТУХА (190 1984), Денис СПИРИДОНОВ (190, 1982), Дмитро ШИМАНСЬКИЙ (183, 1982), Сергій КРАВЕЦЬ (195, 1988), Максим МУДРАК (185, 1985).
Форварди: Олександр БУЛАХ (202, 1982), Олександр ПЛОЩЕНКО (200, 1984), Євген ФЕДОРЧУК (200, 1988), Валерій САЖИЄНКО (193, 1977).
Центрові: Володимир МАРКОВЕЦЬКИЙ (207, 1974), Олег СТЕПОВИЙ (210, 1982).
Головний тренер: Олег Пелех
СЕЗОН 2007—2008:
Попри те, що перед початком сезону 2007—2008 рр. «Говерла» втратила декількох провідних гравців, Івано-Франківський клуб зумів третій сезон поспіль пробитися до фінальної частини чемпіонату, де в підсумку посів 7-ме місце.
Склад команди сезону 2007—2008:
Захисники: Юрій МАКАРОВ (175, 1988), Олександр ЧЕРЕДНІЧЕНКО (190, 1985), Олександр ШОСТУХА (190 1984), Денис СПИРИДОНОВ (190, 1982), Сергій КРАВЕЦБ (195, 1988), Максим МУДРАК (185, 1985), Вячеслав КУРАКІН (190, 1986).
Форварди: Олександр ПЛОЩЕНКО (200, 1984), Євген ФЕДОРЧУК (200, 1988), Валерій Сажиєнко (193, 1977), Юрій ГОЛОВЕНСЬКИЙ (197, 1991).
Центрові: Володимир МАРКОВЕЦЬКИЙ (207, 1974), Олег СТЕПОВИЙ (210, 1982), Гела ГЕЛАШВІЛІ (205, 1986).
Головний тренер: Олег Пелех
СЕЗОН 2008—2009:
У сезоні 2008—2009 виступав в Українській Баскетбольній Лізі де закінчив сезон на 8 місці. Пізніше після з'єднання двох ліг, а саме УБЛ і Суперліги, виступає в об'єднаній суперлізі другий рік. У дебютному сезоні 2009—2010 потрапив у плейоф де в матчі за шосте місце здолав БК Дніпро. Провідними гравцями говерли були Патрік Спаркс, Майкл Фрейзер, Андрій Лебедєв, Тейт Деккер, Дмитро Кухтарук, Ростислав Кривич, Павло Ревзін та ін.
Склад команди сезону 2008—2009:
Захисники: Патрік СПАРКС (США, 184, 1983), Андрій ЛЕБЕДЄВ (189, 1979), Олексій ЛОБАНОВ (РОСІЯ, 194, 1977), Микола БІЛОУС (191, 1982), Олександр ШОСТУХА (190 1984), Денис СПИРИДОНОВ (190, 1982), Дмитро ШИМАНСЬКИЙ (183, 1982)
Форварди: Айварас КЯУШАС (Литва, 199, 1980), Арсєній КУЧИНСЬКИЙ (Білорусь, 202, 1979), Віталіюс СТАНЕВІЧУС (Литва, 199, 1983), Олександр БУЛАХ (202, 1982), Євген ФЕДОРЧУК (200, 1988)
Центрові: Деніел КІНЛОЧ (США, 203, 1980), Тейт ДЕККЕР (США, 209, 1977), Колін ГРАЙМС (США, 206, 1985).
Головний тренер: Олег Пелех.
СЕЗОН 2009—2010:
Два останні сезони прикарпатські баскетболісти змагаються у вітчизняній Суперлізі — найвищій першості України, де змагаються кразі з найкращих команд. Вже в дебютному році 2009—2010 команда, яку очолив відомий фахівець Євген Мурзін, показала дуже хороший результат, пробившись за підсумками чемпіонату до вісімки найсильніших. А в матчах з вибуванням (плей-офф) зуміла піднятися одразу на шосте місце.
Склад команди сезону 2009—2010:
Захисники: Патрік СПАРКС (США, 184, 1983), Олександр КУДРЯВЦЕВ (190, 1980), Павло РЕВЗІН (194, 1983), Ростислав КРИВИЧ (195, 1978), Олександр ШОСТУХА (190 1984), Євген КОРОВЯКОВ (197, 1988), Володимир ГОЛУБЄВ (192, 1981), Артем СЛІПЕНЧУК (193, 1984), Еді АРД.
Форварди: Павло УЛЬЯНКО (Білорусь, 204, 1979), Айварас КЯУШАС (Литва, 199, 1980), Віталій КОВАЛЕНКО (203, 1984), Кирило СКУМАТОВ (203, 1980).
Центрові: Майкл ФРЕЙЗЕР (202, 1984), Тейт ДЕККЕР (США, 209, 1977), Мартінс СКІРМАНТС (Латвія, 205, 1977), Володимир ОРЛЕНКО (212, 1985).
Головний тренер: Євген Мурзін.
СЕЗОН 2010—2011:
Натхнені успіхом «ведмеді» не збавили обертів і в минулому сезоні, який, до слова, став найкращим в історії нашого самобутнього баскетбольного колективу. Тривали змагальний марафон регулярного сезону команда трималася серед лідері першості, обіймаючи третє-четверте місця.
Відтак «говерляни» вибороли «бронзові» нагороди сезону 2010—2011, навічно вписавши своє ім'я до ставної історії українського баскетболу. Звання третьої команди в Україні — безпрецедентний успіх для «Говерли». Але, якщо подивитися назад, можна побачити, що прогрес прикарпатців не є випадковим — з року в рік клуб ставив собі певну досяжну мету та, у підсумку, приходив до неї. 
У сезоні 2010/11 клуб здобув 30 перемог і 18 поразок і вийшов у плей-офф, де в чвертьфіналі переграв МБК «Миколаїв» 3-2. У півфіналі команда програла БК «Донецьк» 3-0, а в іграх за третє місце вийшла переможцем у протистоянні з «Ферро-ЗНТУ» 3-1.
Склад команди в сезоні 2010—2011:
Захисники: Данте Свонсон (США, 178, 1981), Деррік Зіммерман (США, 191, 1981), Ігор Кривич (195, 1978), Андрій Калашніков (175, 1989), 
Форварди: Джремі Шаппел (США, 191, 1987), Річард Джеттер (США, 198, 1980), Пало Улянко (Білорусь, 204, 1979), Віктор Геросимчук (200, 1981)
Центрові: Ерік Колмен (США, 200, 1985), Анатолій Дубнюк (200, 1976), Олексій Полторацький (212, 1974). 
Головний тренер: Євген Мурзін

## Склад команди в сезоні 2022—2023
Основний склад
| №  | Прізвище, ім'я      | Позиція            | Країна | Дата народження | Ріст   | Вага   |
| -- | ------------------- | ------------------ | ------ | --------------- | ------ | ------ |
| 1  | Максим Тимофійчук   | легкий форвард     |        | 03.06.2003 р.   | 192 см | 75 кг  |
| 3  | Арсен Тимофійчук    | легкий форвард     |        | 03.06.2003 р.   | 192 см | 75 кг  |
| 4  | Сергій Аврахов      | атакуючий захисник |        | 18.11.2001 р.   | 187 см | 81 кг  |
| 7  | Артемій Музиченко   | легкий форвард     |        | 18.01.2002 р.   | 183 см | 75 кг  |
| 9  | Андрій Лонюк        | атакуючий захисник |        | 12.03.2002 р.   | 193 см | 80 кг  |
| 10 | Нікіта Стецюра      | легкий форвард     |        | 09.01.2003 р.   | 195 см | 84 кг  |
| 11 | Ілля Чугунов        | важкий форвард     |        | 05.07.1997 р.   | 202 см | 103 кг |
| 12 | Богдан Гаврилов     | розігруючий        |        | 10.04.2003 р.   | 192 см | 75 кг  |
| 14 | Антон Литвинов      | центровий          |        | 14.07.2002 р.   | 202 см | 92 кг  |
| 15 | Рафаїл Хрисостоміді | розігруючий        |        | 25.09.2002 р.   | 182 см | 75 кг  |
| 16 | Сергій Старцев      | атакуючий захисник |        | 08.07.1997 р.   | 191 см | 86 кг  |
| 17 | Володимир Дроздов   | легкий форвард     |        | 19.07.2002 р.   | 198 см | 85 кг  |
| 20 | Степан Лесик        | центровий          |        | 09.01.2002 р.   | 205 см | 103 кг |
| 22 | Костянтин Пунда     | легкий форвард     |        | 09.01.2002 р.   | 200 см | 87 кг  |
| 44 | Артем Водолазський  | легкий форвард     |        | 11.07.1992 р.   | 197 см | 95 кг  |

## Виступи клубу
- 2002/03 (Перша ліга): 4-те місце (серед 23 команд) 34 матчі: 28 перемог, 6 поразок, вихід у вищу лігу;
- 2003/04 (Вища ліга): 12-те місце 50 матчів: 27 перемог, 23 поразки;
- 2004/05 (Вища ліга): 13-те місце (серед 21 команди) 52 матчі: 30 перемог, 22 поразки;
- 2005/06 (Вища ліга): 9-те місце, 48 матчів: 22 перемоги, 26 поразок, вперше пробився до фінальної частини вищолігової першості; опіку над клубом взяв Прикарпатський національний університет ім. Василя Стефаника, створено Обласну федерацію баскетболу;
- 2006/07 (Вища ліга): 3-тє місце 26 матчів: 19 перемог, 7 поразок;
- 2007/08 (Вища ліга): 7-те місце 52 матчі: 29 перемог, 23 поразки;
- 2008/09 (українська баскетбольна ліга): 6-те місце (серед 10 команд); 26 матчів: 13 перемог, 13 поразок, новий спонсор — ВАТ «Нафтохімік Прикарпаття»;
- 2009/10 (Суперліга): 8-те місце 38 матчів: 17 перемог, 21 поразка;
- 2010/11 (Суперліга): 3-тє місце 48 матчів: 30 перемог, 18 поразок;
- 2011/12 (Суперліга): 6-те місце 48 матчів: 43 перемоги, 20 поразок; (Єврочеллендж ФІБА): 4-те місце в групі C 6 матчів: 0 перемог, 6 поразок;
- 2012/13 (Суперліга): 8-те місце 44 матчі: 22 перемоги, 22 поразки;
- 2013/14 (Суперліга): 10-те місце 26 матчів: 11 перемог, 15 поразок;
- 2014/15 (Суперліга): 8-те місце 30 матчів: 11 перемог, 19 поразок;
- 2015/16 (Суперліга): 5-те місце 30 матчів: 11 перемог, 19 поразок;
- 2016/17 (Вища ліга): 1-те місце 41 матчі: 38 перемог, 6 поразок;
- 2017/18 (Вища ліга): 2-те місце 35 матчів: 27 перемог, 8 поразок;
- 2018/19 (Вища ліга): 10-те місце 36 матчів: 17 перемог, 19 поразок;
- 2019/20 (Вища ліга): 6-те місце 28 матчів: 13 перемог, 15 поразок;
- 2020/21 (Вища ліга): 8-те місце 30 матчів: 3 перемоги, 27 поразок;
- 2021/22 (Вища ліга): 9-те місце 22 матчі: 7 перемог, 15 поразок;

## Досягнення[1]

### Чемпіонат
- Суперліга:

 Бронзовий призер (1): 2010—2011
- Вища ліга:

 Переможець (1): 2016—2017.
 Срібний призер (1): 2017—2018.

### Кубок
Фіналіст (1): 2012–2013.